# Saint-Christophe-en-Boucherie
Saint-Christophe-en-Boucherie is een gemeente in het Franse departement Indre (regio Centre-Val de Loire) en telt 246 inwoners (1999). De plaats maakt deel uit van het arrondissement La Châtre.

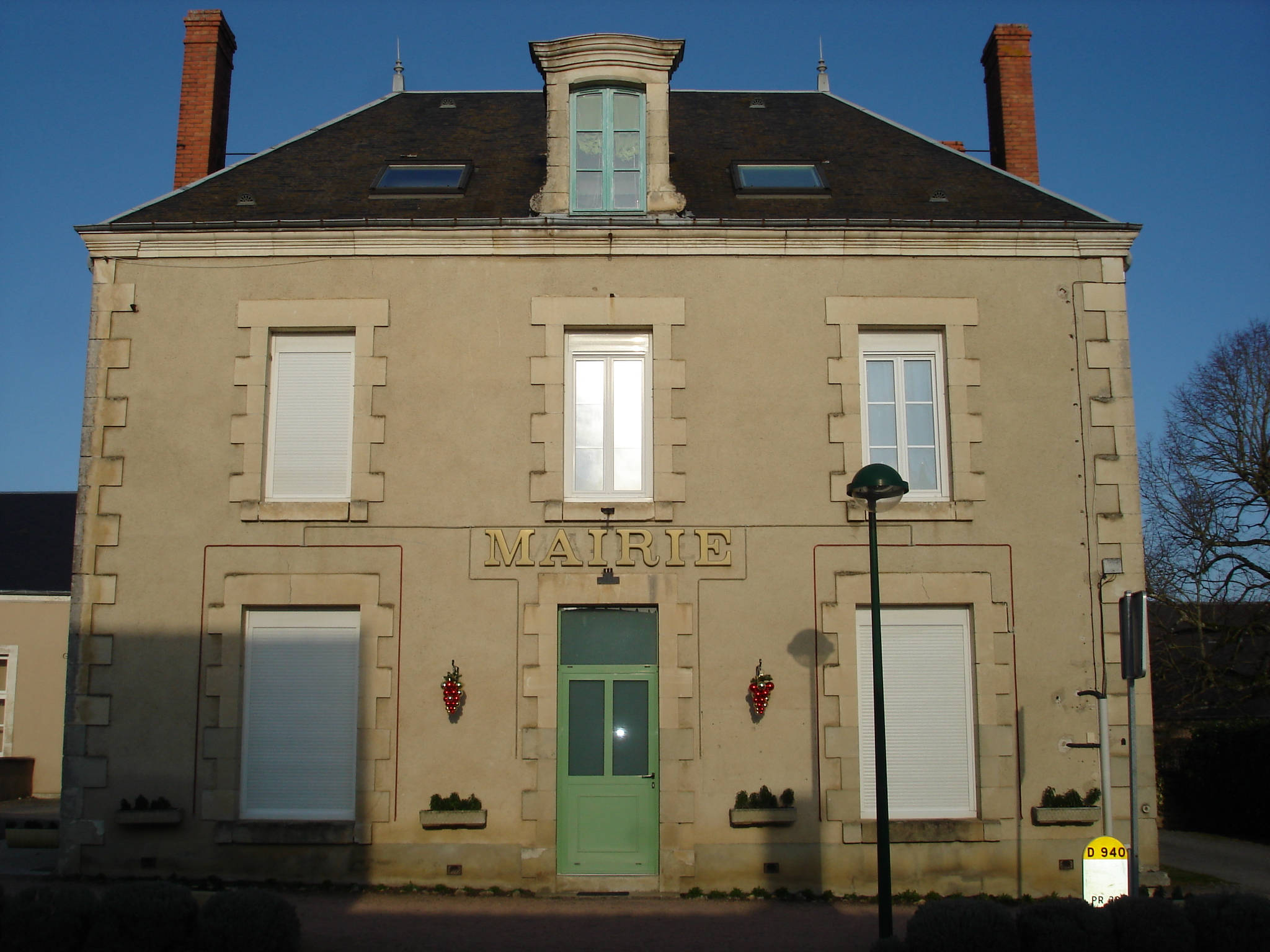
Gemeentehuis
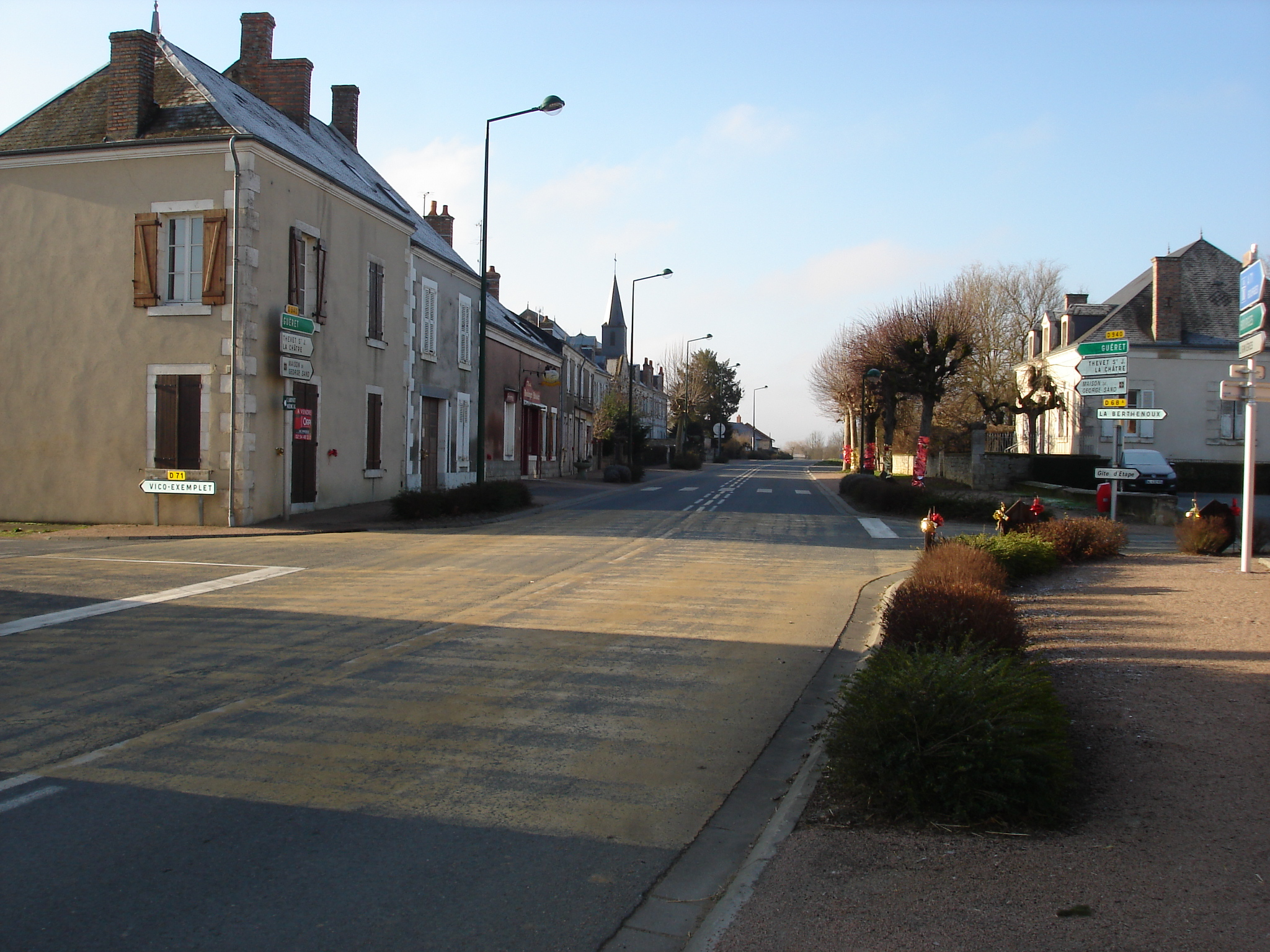
Centrum
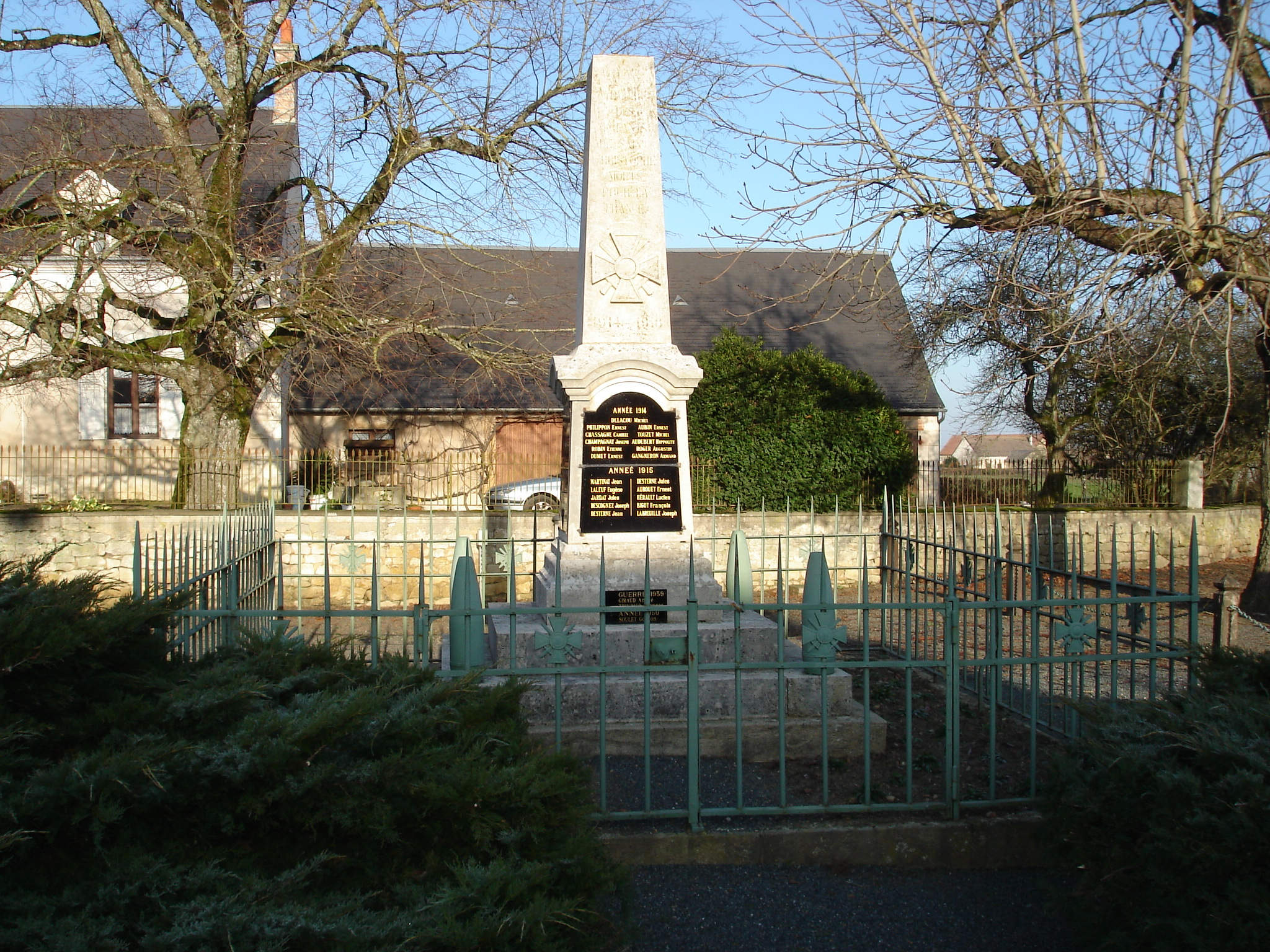
Oorlogsmonument
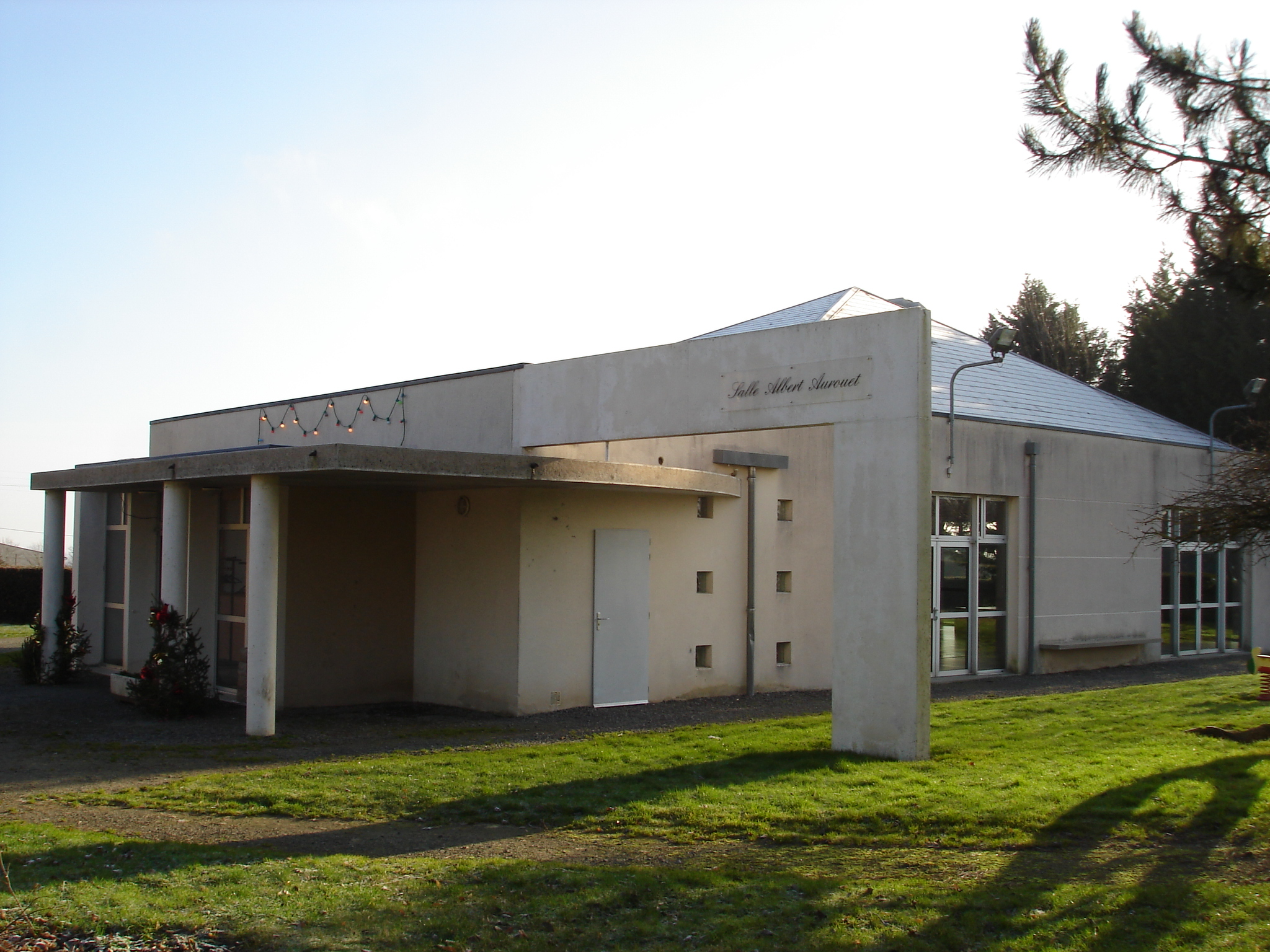
Albert Aurouetzaal
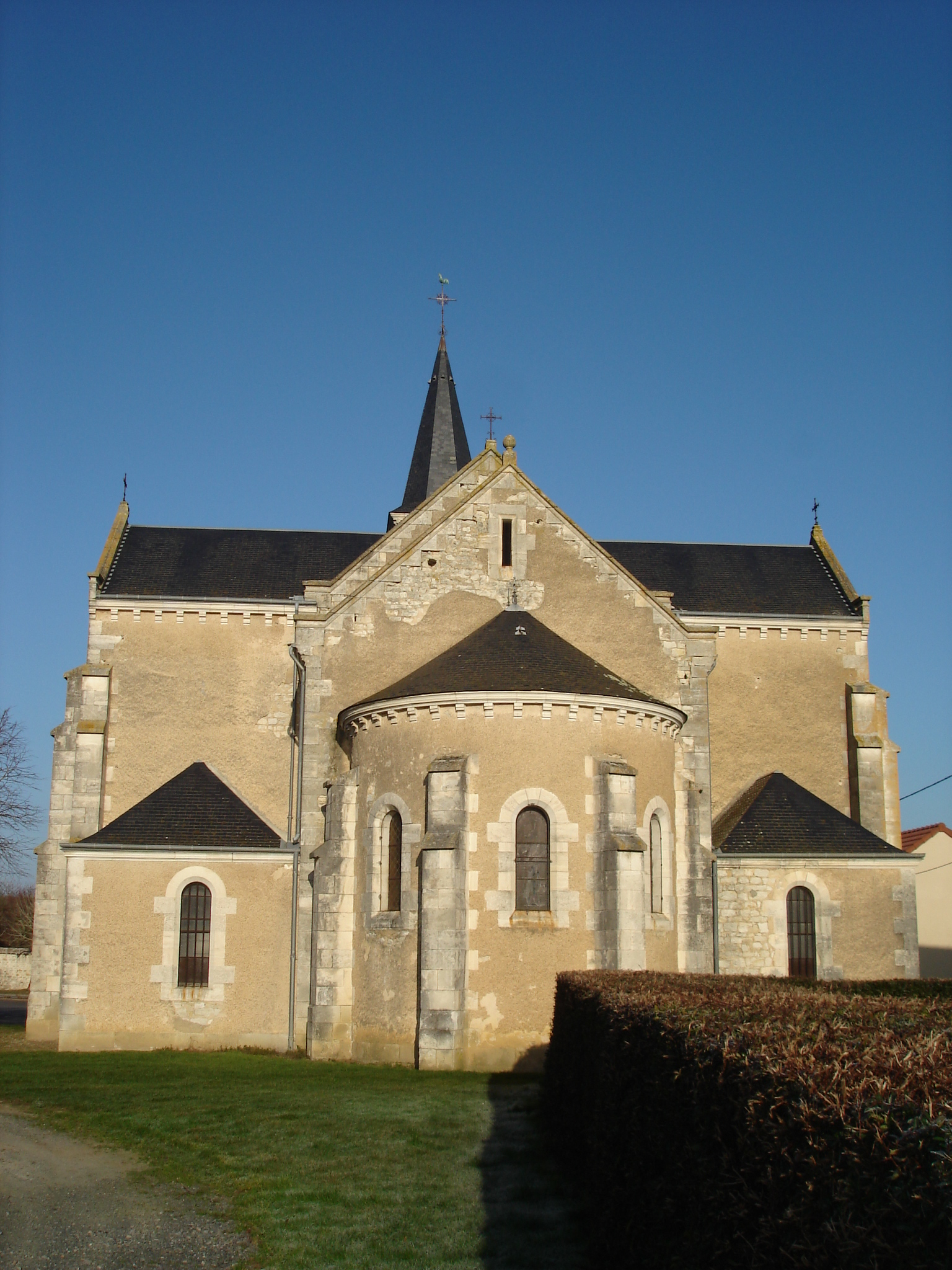
Kerk

## Geografie
De oppervlakte van Saint-Christophe-en-Boucherie bedraagt 27,7 km², de bevolkingsdichtheid is 8,9 inwoners per km².
De onderstaande kaart toont de ligging van Saint-Christophe-en-Boucherie met de belangrijkste infrastructuur en aangrenzende gemeenten.

## Demografie
Onderstaande figuur toont het verloop van het inwonertal (bron: INSEE-tellingen).

1. ↑  Populations de référence 2022.